# Jesper Juelsgård
Jesper Juelsgård Kristensen (Spjald, 26 gennaio 1989) è un calciatore danese, difensore del Fredericia.

## Carriera

### Club
Ha esordito nel 2009 con il Midtjylland.

### Nazionale
Ha militato nel 2011 nell'Under-21.